# Classics Lektuur
Classics Lektuur was een Nederlandse uitgever van vooral stripverhalen, die actief was in de periode van 1956 t/m eind jaren 70. De uitgeverij startte onder de naam Classics Nederland, opereerde vervolgens onder de naam Williams Nederland en ging ten slotte over op de naam Classics Lektuur. De door hen uitgegeven strips staan bij liefhebbers bekend als Classics.
In 1956 werd Classics Nederland opgericht als dochteronderneming van het Amerikaanse DC Comics, toen nog National Periodical Publications geheten. Dit bedrijf had dochterondernemingen in diverse landen, en liet alle strips centraal drukken, zodat de productiekosten laag konden worden gehouden en ook strips met een kleine oplage levensvatbaar waren. In 1956 werd in Nederland begonnen met de reeks Illustrated Classics, en al snel volgden ook andere series. Vanaf 1966, met het verschijnen van de reeks Hip Comics, werden ook superheldenstrips van Marvel Comics uitgegeven.

## Uitgaven

### De eerste reeksen
| Titel                    | Aantal nummers | Duur      | Inhoud                                       |
| ------------------------ | -------------- | --------- | -------------------------------------------- |
| Illustrated Classics     | 214            | 1956-1976 | Literatuur in stripvorm                      |
| Sprookjes in Beeld       | 132            | 1957-1967 | sprookjes                                    |
| Wereld in beeld          | 34             | 1960-1963 | Informatieve strips over diverse onderwerpen |
| Laurel en Hardy Classics | 219            | 1961-1977 | Laurel en Hardy                              |

### 1962-1970: Reeksnummers
Vanaf Film Classics kreeg elke reeks een reeksnummer, en het nummer van elke uitgave werd sindsdien gevormd door het reeksnummer plus het nummer van de uitgave binnen de reeks. Zo had het 121ste nummer van de reeks Sheriff Classics (nummer 9), het nummer 9121. Verschillende reeksen uit deze periode waren verzamelreeksen waarin verschillende striphelden afwisselend het titelkarakter waren.
| Reeksnummer | Titel                               | Nummers    | Duur      | Inhoud                                                                            |
| ----------- | ----------------------------------- | ---------- | --------- | --------------------------------------------------------------------------------- |
| 5           | Film Classics                       | 501-519    | 1962-1963 | Filmverhalen                                                                      |
| 6           | Beeldscherm Avontuur                | 601-617    | 1962-1963 | Film- en tv-verhalen                                                              |
| 7           | Beeldscherm Detective               | 701-714    | 1962-1963 | Film- en tv-verhalen                                                              |
|             | Maverick                            | 22         | 1963-1965 | Maverick (1957-1962), een Amerikaanse western-televisieserie.                     |
| 8           | Beeldscherm Classics                | 801-814    | 1963-1964 | Filmverhalen                                                                      |
| 9           | Sheriff Classics                    | 901-9250   | 1964-1974 | Wildweststrips uit de Verenigde Staten, voornamelijk afkomstig van Marvel Comics. |
| 10          | Harteklop Classics                  | 1001-1007  | 1964-1965 | Romantische verhalen                                                              |
| 11          | Strijd Classics                     | 1101-11176 | 1964-1980 | Oorlogsverhalen                                                                   |
| 12          | Tarzan (Classics)                   | 1201-12267 | 1965-1979 | Tarzan                                                                            |
| 13          | Geheime Brigade                     | 1301-1320  | 1965-1967 |                                                                                   |
| 14          | Dennis (Classics)                   | 1401-1440  | 1965-1969 | Dennis the Menace                                                                 |
| 15          | Mirakelman                          | 1501-1520  | 1965-1968 | Mirakelman, een superheld                                                         |
| 16          | Floris Flap/Tekenfilm Classics      | 1601-1631  | 1966-1968 | Bugs Bunny en andere figuren van Warner Bros.                                     |
| 17          | Pocket Classics                     | 1701-1753  | 1966-1970 |                                                                                   |
| 18          | Avontuur Classics                   | 1801-18163 | 1966-1970 | Strips uit diverse tijdschriften van de Amerikaanse uitgever Gold Key Comics.     |
| 19          | Hip Comics                          | 1901-19169 | 1966-1971 | Superhelden van Marvel Comics                                                     |
| 20          | Korak - zoon van Tarzan             | 2001-2145  | 1966-1978 | Korak                                                                             |
| 21          | TV-Classics                         | 2101-2107  | 1967      |                                                                                   |
| 22          | De Saint/75 Cent                    | 2201-2210  | 1967-1968 |                                                                                   |
| 23          | Er bestond geen reeks met nummer 23 |            |           |                                                                                   |
| 24          | Super Comics                        | 2401-2432  | 1967-1969 | Metamorpho en Metal Men                                                           |
| 25          | Aquaman Classics                    | 2501-2536  | 1969-1974 | Aquaman                                                                           |
| 26          | De Flits Classics                   | 2601-2636  | 1969-1974 | The Flash                                                                         |
| 27          | Groene Lantaarn Classics            | 2701-2736  | 1969-1974 | Groene Lantaarn                                                                   |
| 28          | Zwarte Valk Classics                | 2801-2836  | 1969-1974 | Blackhawk (DC Comics)                                                             |
| 29          | Bonanza Classics                    | 2901-2922  | 1970-1972 | Bonanza (televisieserie)                                                          |

### Na 1970
Vanaf 1970 kregen nieuwe reeksen geen reeksnummer meer, en de nummering van uitgaven binnen een reeks begon gewoon met 1. Diverse verzamelreeksen werden stopgezet, en titelkarakters uit deze reeksen kregen nu hun eigen reeks. 

#### Reeksen uit Hip Comics
Onderstaande reeksen zijn voortgezet vanuit Hip Comics. Elk van deze reeksen draaide om een superheld van Marvel Comics. De nummering in elke reeks was een voortzetting van het aantal verschijningen in Hip Comics.
| Titel                                 | Aantal nummers (nummering) | Duur      | Inhoud         |
| ------------------------------------- | -------------------------- | --------- | -------------- |
| De Onoverwinnelijke IJzerman Classics | 1 (4)                      | 1971      | Iron Man       |
| Kapitein Marvel Classics              | 1 (4)                      | 1971      | Captain Marvel |
| Spinneman Classics                    | 34 (48-81)                 | 1971-1974 | Spider-Man     |
| De Machtige Thor Classics             | 12 (5-16)                  | 1971-1974 | Thor           |
| De Vier Verdedigers Classics          | 35 (47-81)                 | 1971-1974 | Fantastic Four |
| De Wrekers Classics                   | 11 (18-28)                 | 1972-1974 | The Avengers   |
| X-Mannen Classics                     | 13 (16-28)                 | 1972-1974 | X-Men          |

#### Reeksen uit Avontuur Classics
Onderstaande reeksen zijn voortgezet vanuit Avontuur Classics. 
| Titel                   | Aantal nummers | Duur      | Inhoud |
| ----------------------- | -------------- | --------- | --- |
| Bonanza Classics        | 22             | 1970-1972 | Bonanza, een Amerikaanse western-televisieserie                                                                    |
| Daniel Boone Classics   | 1              | 1970      | Daniel Boone, gebaseerd op de gelijknamige tv-serie uit 1964.                                                      |
| Gunsmoke Classics       | 17             | 1970-1972 | Gunsmoke, een Amerikaanse western-televisieserie                                                                   |
| Lancer Classics         | 1              | 1970      | Lancer, een Amerikaanse western-televisieserie                                                                     |
| De Lone Ranger Classics | 17             | 1970-1972 | The Lone Ranger, een Amerikaanse western-televisieserie                                                            |
| Magnus Classics         | 1              | 1970      | Magnus, Robot Fighter, een superheldenstrip oorspronkelijk uitgegeven door Gold Key Comics in de Verenigde Staten. |
| Turok Classics          | 1              | 1970      | Turok |

#### Overige uitgaven
Voorbeelden van andere uitgaven uit deze periode (niet compleet!):
| Titel                 | Aantal nummers | Duur      | Inhoud                                          |
| --------------------- | -------------- | --------- | ----------------------------------------------- |
| Alexandra             | 18             | 1973-1975 | Romantische strips en artikelen over popsterren |
| Bambam Classics       | 8              | 1978-1979 | Kinderstrip, gebaseerd op Zweedse verhalen      |
| Bamsie Classics       | 14             | 1973-1974 | Kinderstrip, gebaseerd op Zweedse strip Bamse   |
| Batman (Classics)     | 134            | 1970-1981 | Batman                                          |
| Binkie Classics       | 39             | 1971-1977 | Jeugdstrips o.b.v. diverse series van DC Comics |
| Superman (Classics)   | 125            | 1971-1981 | Superman                                        |
| Tex Willer (Classics) | 128            | 1971-1980 | Tex Willer                                      |
| Trompie Classics      | 40             | 1970-1975 |                                                 |
| Wild West Classics    | 43             | 1973-1977 | Westernstrips                                   |